# Episodi di Code Black (prima stagione)
La prima stagione della serie televisiva Code Black, composta da 18 episodi, è stata trasmessa in prima visione negli Stati Uniti dal 30 settembre 2015 al 24 febbraio 2016 su CBS.
In Italia la stagione è andata in onda in prima visione assoluta su Rai 3 dal 4 marzo al 16 settembre 2016.
| n° | Titolo originale        | Titolo italiano             | Prima TV USA      | Prima TV Italia   |
| -- | ----------------------- | --------------------------- | ----------------- | ----------------- |
| 1  | Pilot                   | Pilot                       | 30 settembre 2015 | 4 marzo 2016      |
| 2  | We Plug Hole            | Noi tappiamo i buchi        | 7 ottobre 2015    | 4 marzo 2016      |
| 3  | Pre-Existing Conditions | Condizioni preesistenti     | 14 ottobre 2015   | 11 marzo 2016     |
| 4  | Sometimes It's a Zebra  | Non sempre è ciò che sembra | 21 ottobre 2015   | 11 marzo 2016     |
| 5  | Doctors with Borders    | Senza fiato                 | 28 ottobre 2015   | 8 agosto 2016     |
| 6  | In Extremis             | In extremis                 | 4 novembre 2015   | 8 agosto 2016     |
| 7  | Buen Arbol              | Oltre il dovere             | 11 novembre 2015  | 12 agosto 2016    |
| 8  | You Are the Heart       | Voi siete il cuore          | 18 novembre 2015  | 12 agosto 2016    |
| 9  | The Son Rises           | Lui vive in te              | 25 novembre 2015  | 20 agosto 2016    |
| 10 | Cardiac Support         | Supporto cardiaco           | 2 dicembre 2015   | 20 agosto 2016    |
| 11 | Black Tag               | Cartellino nero             | 9 dicembre 2015   | 2 settembre 2016  |
| 12 | The Fog of War          | Foschia di guerra           | 13 gennaio 2016   | 2 settembre 2016  |
| 13 | First Date              | Primo appuntamento          | 20 gennaio 2016   | 9 settembre 2016  |
| 14 | The Fifth Stage         | Nulla è per sempre          | 27 gennaio 2016   | 9 settembre 2016  |
| 15 | Diagnosis of Exclusion  | Indagine interna            | 2 febbraio 2016   | 15 settembre 2016 |
| 16 | Hail Mary               | Ave Maria                   | 10 febbraio 2016  | 15 settembre 2016 |
| 17 | Love Harts              | Ferite d'amore              | 17 febbraio 2016  | 16 settembre 2016 |
| 18 | Blood Sport             | Blood Sport                 | 24 febbraio 2016  | 16 settembre 2016 |